# Diego Tristán
Diego Tristán Herrera (La Algaba, provincia de Sevilla, 5 de enero de 1976) es un exfutbolista y entrenador español que ocupaba la posición de delantero. Fue jugador de la selección española y ganó el Trofeo Pichichi con el Deportivo de La Coruña en 2002.

Actualmente se encuentra en la dirección deportiva del C. A. Algabeño, del que fue entrenador entre 2016 y 2022.

## Trayectoria
Empezó jugando profesionalmente en el Real Betis Balompié B, categoría inferior del Real Betis. En 1998 fichó por el Mallorca B, donde pronto se hizo un lugar en el primer equipo. Debutó en la Primera división española el 12 de septiembre de 1999 en el partido Real Mallorca 3-0 Numancia.
En su primera temporada en primera división marcó 18 goles, que lo catapultaron a un preacuerdo con Lorenzo Sanz y el Real Madrid, además de la Fiorentina. El equipo italiano le daba un contrato de cinco temporadas, pero el interés del equipo blanco primaba para el andaluz. Sin embargo, la presentación previa de Munitis hizo que se criticara por el periodista radiofónico José María García, quien alegó que un presidente no podía presentar ningún fichaje estando una gestora de por medio.
Debido a ello nunca se podría poner la camiseta blanca debido a que Sanz perdió las elecciones y Florentino Pérez anuló ese preacuerdo por un presunto mal comportamiento extra futbolístico, teniendo que ser transferido al Deportivo de La Coruña por una suma algo menor.

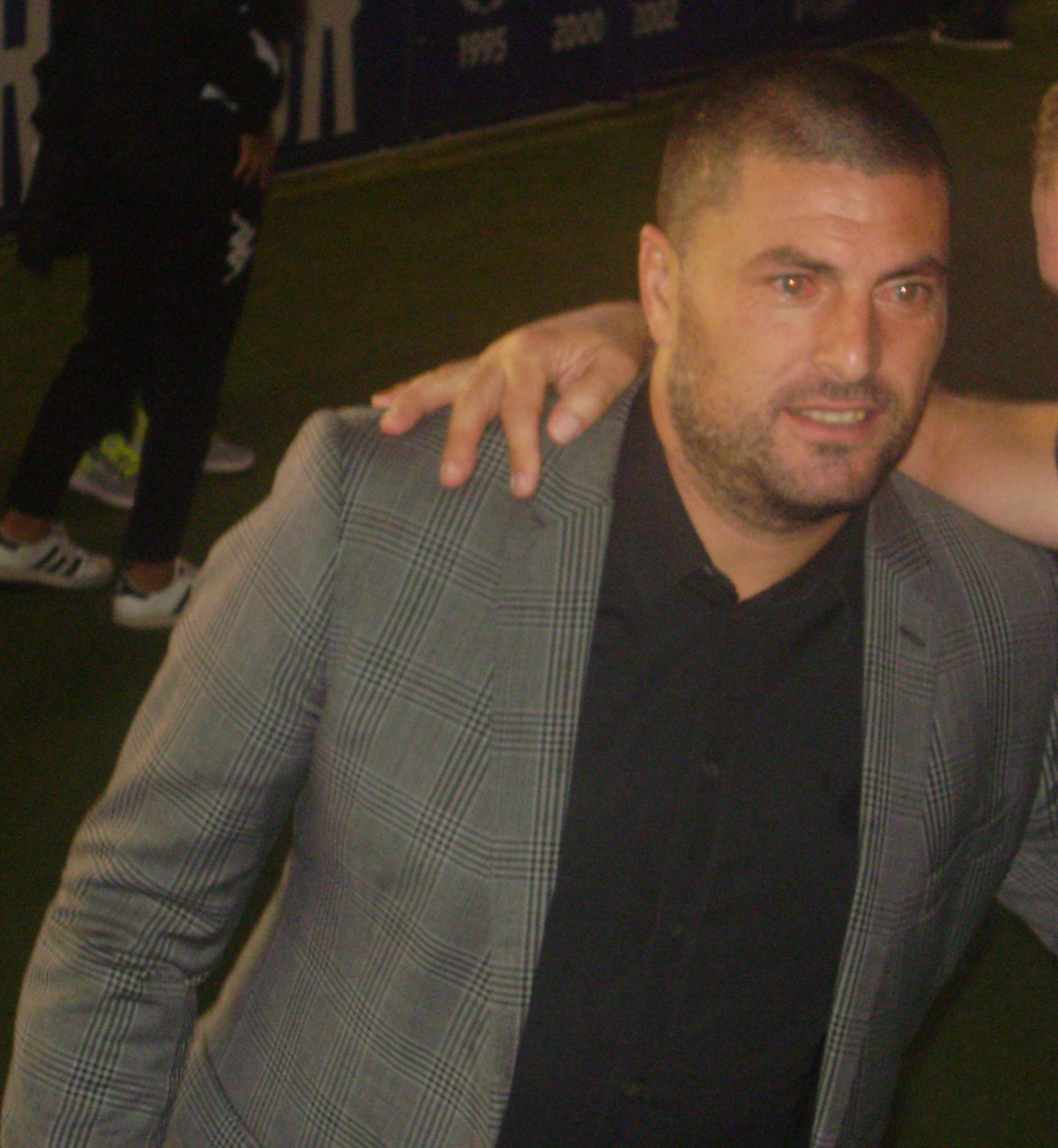
Diego Tristán en un partido de veteranos del Deportivo de La Coruña.

Esa temporada consiguió la Supercopa de España frente al Español (marcando un gol en el partido de vuelta) y un subcampeonato de Liga. En la temporada siguiente (01-02) su equipo volvió a repetir posición en la liga arrebatándosela en la última jornada al Real Madrid ganándole por tres goles a cero en la última jornada y además se proclamó campeón de la Copa del Rey de fútbol ganándole también al Real Madrid en su campo el día que cumplía 100 años la entidad blanca marcando uno de los dos goles en el partido que acabó 1-2. Este título le permitiría al Deportivo ganar otra Supercopa de España unos meses después contra el campeón de Liga, el Valencia CF.
Además esa fue la mejor temporada para Tristán ya que, además de la copa ganó el Trofeo Pichichi al marcar 21 goles en la Primera División de España.
En septiembre de 2006, con el mercado de fichajes ya cerrado, rescindió su contrato con el Deportivo, después de quedarse sin ficha con el club por motivos generalmente extradeportivos. Aun así, pudo fichar semanas más tarde por el Real Mallorca, que se había guardado una ficha para poder contratar al delantero andaluz. Tras una larga época a la sombra, disputando solo 13 partidos sin marcar, fue liberado en enero de 2007. En ese mismo verano de 2007 fue fichado por el Livorno italiano, con el que recuperó algo de su buen fútbol.
El West Ham United inglés lo incluyó en su equipo para la temporada 2008-09 tras acabar su contrato con el Livorno. Un año después, en la temporada 2009-10, se comprometió con el Cádiz por una sola con opción a otra según objetivos. Tras no renovar con el conjunto gaditano, en 2011 anunciaría su retirada.
Tras retirarse se incorporaría al equipo de veteranos del Deportivo de la Coruña. Años más tarde, volvería a su localidad natal para unirse al C. A. Algabeño donde sería entrenador entre 2016 y 2022, logrando el ascenso a la División de Honor Andaluza en su primera temporada, además de ser miembro de la dirección de la entidad.

## Selección nacional
Ha sido internacional con la selección de fútbol de España en 15 ocasiones, marcando cuatro goles. Su debut como internacional se produjo el 2 de junio de 2001 en el partido España 4:1 Bosnia-Herzegovina.

### Participaciones en Copas del Mundo
| Mundial                        | Sede                  | Resultado        |
| ------------------------------ | --------------------- | ---------------- |
| Copa Mundial de Fútbol de 2002 | Corea del Sur y Japón | Cuartos de final |

## Estadísticas

### Clubes
| Club | Div.           | Temporada      | Liga  | Liga  | Copas Nacionales( 1) | Copas Nacionales( 1) | Torneos Internacionales( 2) | Torneos Internacionales( 2) | Total | Total |
| Club | Div.           | Temporada      | Part. | Goles | Part.                | Goles                | Part.                       | Goles                       | Part. | Goles |
| --- | -------------- | -------------- | ----- | ----- | -------------------- | -------------------- | --------------------------- | --------------------------- | ----- | ----- |
| Real Betis B · España                                                                                                  | 2ª D           | 1995-96        | 38    | 11    | —                    | —                    | —                           | —                           | 38    | 11    |
| Real Betis B · España                                                                                                  | 2ª D           | 1996-97        | 32    | 11    | —                    | —                    | —                           | —                           | 32    | 11    |
| Real Betis B · España                                                                                                  | 2ª D           | 1997-98        | 24    | 11    | —                    | —                    | —                           | —                           | 24    | 11    |
| Real Betis B · España                                                                                                  | Total club     | Total club     | 94    | 33    | —                    | —                    | —                           | —                           | 94    | 33    |
| RCD Mallorca B · España                                                                                                | 2ª D           | 1998-99        | 39    | 15    | —                    | —                    | —                           | —                           | 39    | 15    |
| RCD Mallorca B · España                                                                                                | Total club     | Total club     | 39    | 15    | —                    | —                    | —                           | —                           | 39    | 15    |
| RCD Mallorca · España                                                                                                  | 1ª D           | 1999-00        | 35    | 18    | —                    | —                    | 10                          | 5                           | 45    | 23    |
| RCD Mallorca · España                                                                                                  | Total 1ª etapa | Total 1ª etapa | 35    | 18    | —                    | —                    | 10                          | 5                           | 45    | 23    |
| Real Club Deportivo de La Coruña · España                                                                              | 1ª D           | 2000           | —     | —     | 2                    | 1                    | —                           | —                           | 2     | 1     |
| Real Club Deportivo de La Coruña · España                                                                              | 1ª D           | 2000-01        | 29    | 19    | —                    | —                    | 11                          | 2                           | 40    | 21    |
| Real Club Deportivo de La Coruña · España                                                                              | 1ª D           | 2001-02        | 33    | 21    | —                    | —                    | 12                          | 6                           | 45    | 27    |
| Real Club Deportivo de La Coruña · España                                                                              | 1ª D           | 2002-03        | 23    | 9     | —                    | —                    | 10                          | 4                           | 33    | 13    |
| Real Club Deportivo de La Coruña · España                                                                              | 1ª D           | 2003-04        | 33    | 8     | —                    | —                    | 11                          | 4                           | 44    | 12    |
| Real Club Deportivo de La Coruña · España                                                                              | 1ª D           | 2004-05        | 23    | 9     | —                    | —                    | 1                           | 0                           | 24    | 9     |
| Real Club Deportivo de La Coruña · España                                                                              | 1ª D           | 2005-06        | 36    | 11    | —                    | —                    | 5                           | 1                           | 41    | 12    |
| Real Club Deportivo de La Coruña · España                                                                              | Total club     | Total club     | 177   | 77    | 2                    | 1                    | 50                          | 17                          | 229   | 95    |
| RCD Mallorca · España                                                                                                  | 1ª D           | 2006-07        | 13    | 0     | 3                    | 0                    | —                           | —                           | 16    | 0     |
| RCD Mallorca · España                                                                                                  | Total club     | Total club     | 48    | 18    | 3                    | 0                    | 10                          | 5                           | 61    | 23    |
| A.S. Livorno Calcio · Italia                                                                                           | 1ª D           | 2007-08        | 21    | 1     | —                    | —                    | —                           | —                           | 21    | 1     |
| A.S. Livorno Calcio · Italia                                                                                           | Total club     | Total club     | 21    | 1     | —                    | —                    | —                           | —                           | 21    | 1     |
| West Ham United Inglaterra                                                                                             | 1ª D           | 2008-09        | 14    | 3     | —                    | —                    | —                           | —                           | 14    | 3     |
| West Ham United Inglaterra                                                                                             | Total club     | Total club     | 14    | 3     | —                    | —                    | —                           | —                           | 14    | 3     |
| Cádiz CF · España | 2ª D           | 2009-10        | 30    | 8     | —                    | —                    | —                           | —                           | 30    | 8     |
| Cádiz CF · España | Total club     | Total club     | 30    | 8     | —                    | —                    | —                           | —                           | 30    | 8     |
| Total carrera | Total carrera  | Total carrera  | 423   | 155   | 5                    | 1                    | 60                          | 22                          | 488   | 178   |
| (1) Incluye datos de la Copa del Rey. (2) Incluye datos de la Liga de Campeones de la UEFA y Copa Intertoto de la UEFA |                |                |       |       |                      |                      |                             |                             |       |       |

## Palmarés

### Campeonatos nacionales
| Título              | Equipo                 | País   | Año  |
| ------------------- | ---------------------- | ------ | ---- |
| Supercopa de España | Deportivo de La Coruña | España | 2000 |
| Copa del Rey        | Deportivo de La Coruña | España | 2002 |
| Supercopa de España | Deportivo de La Coruña | España | 2002 |

### Distinciones individuales
| Distinción      | Club                   | País   | Año  |
| --------------- | ---------------------- | ------ | ---- |
| Trofeo Pichichi | Deportivo de La Coruña | España | 2002 |